# The Sheepman
The Sheepman is een Amerikaanse film van George Marshall die werd uitgebracht in 1958. 

## Verhaal
1880. De Texaan Jason Sweet heeft bij het pokeren een kudde schapen gewonnen. Hij is van plan zich in een rustig dorp te vestigen met zijn schapen die hij met de trein overbrengt. De inwoners van het dorp zien hem niet graag komen omdat zij allemaal gespecialiseerd zijn in de runderteelt. Ze vrezen dat die vieze schapen hun grond zullen verknoeien en ze willen Sweet dan ook verjagen. Deze maakt van meet af aan duidelijk dat hij niet van zins is weg te gaan. Om te tonen dat het hem menens is daagt hij 'Jumbo' McCall, de vervaarlijkste man van het dorp, uit tot een gevecht en hij slaat hem knock-out.
'Kolonel' Stephen Bedford, de machtigste veehouder van het dorp, wil absoluut verhinderen dat de schapen de trein verlaten. Hij ontdekt echter dat hij en Sweet elkaar uit een vorig leven kennen als beroepsgokkers. Hij is bang dat hij zijn status van respectabele burger zal verliezen bij zijn medeburgers. Wat de zaken nog bemoeilijkt is dat zijn verloofde, Dell Payton, en Sweet zich tot elkaar aangetrokken voelen.
Bedford beslist een huurmoordenaar aan te werven.

## Rolverdeling
| Acteur                  | Personage                                  |
| ----------------------- | ------------------------------------------ |
| Glenn Ford              | Jason Sweet                                |
| Shirley MacLaine        | Dell Payton                                |
| Leslie Nielsen          | 'kolonel' Stephen Bedford / Johnny Bledsoe |
| Mickey Shaughnessy      | 'Jumbo' McCall                             |
| Edgar Buchanan          | Milt Masters                               |
| Willis Bouchey          | Frank Payton, de vader van Dell            |
| Pernell Roberts         | Chocktaw Neal                              |
| Slim Pickens            | de marshal                                 |
| Pedro Gonzalez Gonzalez | Angelo, een herder van Sweet               |
| Robert 'Buzz' Henry     | Red                                        |

## Prijzen en nominaties
| Jaar | Prijs   | Categorie                 | Genomineerde(n)                   | Uitslag     |
| ---- | ------- | ------------------------- | --------------------------------- | ----------- |
| 1959 | BAFTA's | Beste Buitenlandse Acteur | Glenn Ford                        | Genomineerd |
| 1959 | BAFTA's | Beste Film                | George Marshall                   | Genomineerd |
| 1959 | Oscar   | Beste Originele Scenario  | William Bowers James Edward Grant | Genomineerd |